# 欧拉艾狼蛛
欧拉艾狼蛛（学名：Evippa onager）为狼蛛科艾狼蛛属的动物。在中国大陆，分布于天山等地。该物种的模式产地在天山。